# Woodland Hills, Los Angeles
Woodland Hills är en stadsdel i den västra delen av San Fernando Valley i Los Angeles i Kalifornien, USA.
I öst-västlig riktning genom Woodland Hills går Ventura Freeway som är en del av U.S. Route 101. Ventura Boulevard är en vägförbindelse från Woodland Hills till Universal City.
I Woodland Hills ligger the Motion Picture & Television Country House and Hospital, ett äldreboende och sjukhus för seniora yrkesmänniskor inom den amerikanska film- och TV-branschen.